# Bostan
Bostān (farsi بستان) è una città dello shahrestān di Dasht-e-Azadegan, circoscrizione di Bostan, nella provincia del Khūzestān. Aveva, nel 2006, una popolazione di 7.314 abitanti.